# ホルヘ・マルティネス (野球)
ホルヘ・マルティネス （Jorge Martinez, 1993年3月29日 - ）は、ドミニカ共和国サン・ペドロ・デ・マコリス州サンペドロ・デ・マコリス出身のプロ野球選手（内野手、外野手）。右投両打。

## 経歴
13歳の時に同じ町出身のロビンソン・カノの父が開く野球アカデミーに在籍。野球を始めた頃からスイッチヒッターで、「親戚がスイッチヒッターだったのを見て、自然と自分もそうなった」という。
2010年から2015年までクリーブランド・インディアンス、ヒューストン・アストロズ傘下のマイナーで主に外野手、遊撃手、三塁手としてプレー。マイナー通算326試合出場、打率.230、29本塁打、178打点。

### 巨人時代
読売ジャイアンツが行っている海外トライアウトに6度目の受験で合格。立ち会った大森剛国際部課長は、50メートル5秒88の俊足と強肩が目にとまり「守備を見て残そうと思った」という。2017年1月に読売ジャイアンツと育成契約を結び、クリストファー・クリソストモ・メルセデスと共に来日。背番号は027で、登録名はマルティネス。
2017年は主に三軍での出場で、二軍では10試合に出場し、打率.200、4打点という成績だった。
2018年はイースタン開幕戦で7番・二塁手でスタメン出場し、6月24日の日本ハム戦では右打席で場外ホームラン、左打席で決勝ソロと左右両打席本塁打を記録した。イースタンで14本塁打と活躍し、7月27日に支配下登録され、背番号が027から96に変更となった。同日の中日戦で7番・二塁手で即一軍デビューし、2回裏の第1打席で先制ソロ本塁打を放った。育成から支配下登録され初打席本塁打を記録したのは、2011年の森田一成（阪神）、2017年のサビエル・バティスタ（広島）に次いで3人目だった。試合は巨人の先発・山口俊がノーヒットノーランを達成し、試合後に山口と共にヒーローインタビューを受けた。8月9日の阪神戦では初めて1番に起用されたが、1回に三塁にヘッドスライディングした際に左手小指を負傷し2回の守備から交代した。その後は打率1割台に低迷し、8月26日にアレックス・ゲレーロと入れ替わる形で登録抹消された。
2019年は外国人枠がある程度機能したため、1軍での出場機会は前年より減少した。10月1日、球団から来シーズンの契約を結ばないことを通告された。

### 新潟時代
2020年3月2日、ベースボール・チャレンジ・リーグの新潟アルビレックス・ベースボール・クラブと契約した。しかし、1試合も出場しないまま、公式戦全日程が終了した。2021年も出場選手登録はされていたものの、前年に続いて公式戦には1試合も出場がなかった。正式な退団の告知はなかったが、2022年4月時点で新潟球団ウェブサイトのメンバーには記載がなく、退団したとみられる。

## 選手としての特徴
内外野どこでも守ることができる、両打ちのユーティリティープレーヤー。

## 人物
来日1年目に阿部慎之助から指導を受け、ティーを体の近くに置きセンター方向に打つ練習で内角の打ち方を学んだ。阿部から譲り受けたバットを二軍時代から使っており、初本塁打を打ったバットは当日に阿部からもらったものだった。

## 詳細情報

### 年度別打撃成績
| 年 度    | 球 団    | 試 合 | 打 席 | 打 数 | 得 点 | 安 打 | 二 塁 打 | 三 塁 打 | 本 塁 打 | 塁 打 | 打 点 | 盗 塁 | 盗 塁 死 | 犠 打 | 犠 飛 | 四 球 | 敬 遠 | 死 球 | 三 振 | 併 殺 打 | 打 率 | 出 塁 率 | 長 打 率 | O P S |
| -------- | -------- | ----- | ----- | ----- | ----- | ----- | -------- | -------- | -------- | ----- | ----- | ----- | -------- | ----- | ----- | ----- | ----- | ----- | ----- | -------- | ----- | -------- | -------- | ----- |
| 2018     | 巨人     | 19    | 66    | 61    | 7     | 11    | 4        | 0        | 2        | 21    | 5     | 1     | 0        | 0     | 0     | 5     | 0     | 0     | 27    | 0        | .180  | .242     | .344     | .587  |
| 2019     | 巨人     | 6     | 8     | 8     | 0     | 1     | 1        | 0        | 0        | 2     | 1     | 0     | 0        | 0     | 0     | 0     | 0     | 0     | 5     | 0        | .125  | .125     | .250     | .375  |
| NPB：2年 | NPB：2年 | 25    | 74    | 69    | 7     | 12    | 5        | 0        | 2        | 23    | 6     | 1     | 0        | 0     | 0     | 5     | 0     | 0     | 32    | 0        | .174  | .230     | .333     | .563  |

- 2019年度シーズン終了時

### 年度別守備成績
| 年 度 | 球 団 | 二塁  | 二塁  | 二塁  | 二塁  | 二塁  | 二塁     | 三塁  | 三塁  | 三塁  | 三塁  | 三塁  | 三塁     | 遊撃  | 遊撃  | 遊撃  | 遊撃  | 遊撃  | 遊撃     | 外野  | 外野  | 外野  | 外野  | 外野  | 外野     |
| 年 度 | 球 団 | 試 合 | 刺 殺 | 補 殺 | 失 策 | 併 殺 | 守 備 率 | 試 合 | 刺 殺 | 補 殺 | 失 策 | 併 殺 | 守 備 率 | 試 合 | 刺 殺 | 補 殺 | 失 策 | 併 殺 | 守 備 率 | 試 合 | 刺 殺 | 補 殺 | 失 策 | 併 殺 | 守 備 率 |
| ----- | ----- | ----- | ----- | ----- | ----- | ----- | -------- | ----- | ----- | ----- | ----- | ----- | -------- | ----- | ----- | ----- | ----- | ----- | -------- | ----- | ----- | ----- | ----- | ----- | -------- |
| 2018  | 巨人  | 16    | 33    | 37    | 0     | 6     | 1.000    | -     | -     | -     | -     | -     | -        | 2     | 1     | 1     | 0     | 0     | 1.000    | -     | -     | -     | -     | -     | -        |
| 2019  | 巨人  | -     | -     | -     | -     | -     | -        | 2     | 0     | 1     | 0     | 0     | 1.000    | -     | -     | -     | -     | -     | -        | 2     | 3     | 0     | 0     | 0     | 1.000    |
| NPB   | NPB   | 16    | 33    | 37    | 0     | 6     | 1.000    | 2     | 0     | 1     | 0     | 0     | 1.000    | 2     | 1     | 1     | 0     | 0     | 1.000    | 2     | 3     | 0     | 0     | 0     | 1.000    |

- 2019年度シーズン終了時

### 記録
- 初出場・初先発出場：2018年7月27日、対中日ドラゴンズ12回戦（東京ドーム）、7番・二塁手で先発出場
- 初打席・初安打・初本塁打・初打点：同上、2回表に山井大介から右中間ソロ
- 初盗塁：2018年8月12日、対広島東洋カープ19回戦（MAZDA Zoom-Zoom スタジアム広島）、2回表に二盗（投手：福井優也、捕手：磯村嘉孝）

その他の記録
- 初打席本塁打 ※史上62人目

### 背番号
- 027 （2017年 - 2018年7月26日）
- 96（2018年7月27日 - 2019年）
- 31（2020年 - 2021年）

### 登場曲
- 「Arrepiéntete」Aposento Alto（2018年 - ）